# Louis Maitre
Louis Maitre (Louis Le Maître) était un artisan de Trois-Rivières en Nouvelle-France vers les années 1750, spécialisé dans la fabrication de canoë et de rabaska de différentes capacités selon les besoins des coureurs des bois pour la traite des fourrures. Il fut membre d'une famille dont plusieurs générations fabriquèrent des canots à Pointe-du-Lac, Odanak (réserve indienne) et Wôlinak.

## Conception des canots
Louis Franquet, officier et ingénieur militaire, décrit l'atelier en 1752 lors de son voyage au Canada et son arrêt à Trois-Rivières.
« C'est en cette ville, où l'on fabrique le mieux les canots d'écorce; j'ai été en voir un chantier. On y en travaillait un de huit places; il était de 33 pieds de longueur, cinq de largeur, deux et demie de hauteur, et du prix de 300 livres. À mesure qu'ils sont faits, on les envoies à Montréal;  ils sont destinés pour les voyages des Pays-d'en-Haut, tant à porter les troupes que les vivres et marchandises. (...) Il y en a bien un autre (fabricant, N.D.L.R.) qui s'en mêle, mais il ne réussit pas si bien. Le premier en fait une si grande quantité qu'il touche du roy tous les ans plus de 6000 livres; ce sont des femmes et des filles qui les travaillent; ils sont totalement construits d'écorce de bouleau avec des varangues arrondies que l'on emploie au lieu de courbes; elles sont de bois de cèdre ou de sapin, de deux lignes d'épaisseur au plus, et de trois pouces de largeur, et les coutures, recouvertes de gommes de sapin sont impénétrables à l'eau, mais il faut aussi éviter les roches. »

## Rôles des indiens
Les indiens des différents villages en Nouvelle-France participaient également aux travaux; ils  maîtrisaient la collecte et le taillage des pièces d'écorce de bouleau; et leurs femmes ainsi que les jeunes filles étaient très habiles pour coudre ensemble les pièces, avec des racines de pin blanc.